# 금속 유기 골격체
금속 유기 골격체(金屬有機骨格體, metal-organic framework, MOF)는 금속 이온이나 금속을 포함한 뭉치가 유기 리간드로 연결된 다공성 물질로 배위 고분자의 일종이다. 유사한 것으로 리간드가 무기물인 금속 무기 골격체(金屬無機骨格體, metal-inorganic framework, MIF)도 존재한다. 
MOF가 3차원 구조를 형성하여 다공성을 가지면서도 강한 결합을 유지한다는 점은 가스 저장, 촉매, 약물 전달, 화학 센서 등 다양한 기능을 할 수 있다는 특성을 갖게 한다. 전통적인 MOF의 합성은 용매열 합성환경에서 이루어진다.

## 같이 보기
- 저온물리학
- 수소경제
- 수소
- 액체수소
- 거대분자 집합체
- 금속무기골격체
- 유기금속화학
- 기타가와 스스무
- 미국 에너지부

## 참고 자료
- Yosie Sakamaki;  외. (2020년 4월 27일). “Preparation and Applications of Metal−Organic Frameworks(MOFs): A Laboratory Activity and Demonstration for High School and/or Undergraduate Students”. 《Journal of Chemical Education》.